# Хазипов, Назип Хазипович
Назип Хазипович Хазипов (10 февраля 1924, Еманзельга, Уральская область — 25 марта 1945, Хохкретшам, Верхняя Силезия) — советский военный. Участник Великой Отечественной войны. Герой Советского Союза (1945, посмертно). Гвардии лейтенант.

## Биография
Назип Хазипович Хазипов родился 10 февраля 1924 года в крестьянской семье в деревне Еманзельга Азигуловского сельсовета Манчажского района Кунгурского округа Уральской области РСФСР, СССР, ныне деревня входит в Ключевский сельсовет Ачитского городского округа Свердловской области Российской Федерации. Татарин.
Окончил начальную школу в родном селе. Среднее образование завершал в школе деревни Азигулово.
В ряды Рабоче-крестьянской Красной Армии Н. Х. Хазипов был призван Манчажским райвоенкоматом Свердловской области в сентябре 1942 года. Окончил Сталинградское военное танковое училище, находившееся в эвакуации в Кургане.
С 1943 года член ВКП(б).
В боях с немецко-фашистскими захватчиками гвардии младший лейтенант Н. Х. Хазипов с декабря 1943 года в должности командира танка Т-34 1-го танкового батальона 24-й гвардейской танковой бригады 5-го гвардейского механизированного корпуса 5-й гвардейской танковой армии 2-го Украинского фронта. В январе 1944 года принимал участие в Кировоградской наступательной операции. В бою за село Омельгород гвардии младший лейтенант Хазипов первым ворвался в боевые порядки противника и уничтожил 3 пулемётные точки, 1 противотанковое орудие и до взвода вражеской пехоты. В бою за село Ивангород танк Хазипова уничтожил 1 бронетранспортёр, 1 миномёт и до 20 солдат и офицеров противника. При освобождении деревни Каменка экипаж танка младшего лейтенанта Хазипова уничтожил 1 орудие, 4 автомашины и до 10 немецких солдат. При отражении контратаки противника в деревне Каменка была повреждена гусеница танка. Экипаж под огнём противника произвёл ремонтные работы, после чего продолжил бой, уничтожив 2 пулемётные точки и до взвода немецкой пехоты. Затем Назип Хазипов в составе своего подразделения участвовал в разгроме немецко-фашистских войск на Правобережной Украине в ходе Корсунь-Шевченковской и Уманско-Ботошанской операций.
4 мая 1944 года 5-й механизированный корпус был выведен в резерв Ставки Верховного Главнокомандования и находился там до февраля 1945 года. За это время Назип Хазипович получил звание гвардии лейтенанта и был назначен на должность командира взвода танков Т-34 1-го танкового батальона. В феврале 1945 года 5-й гвардейский механизированный корпус прибыл на 4-й Украинский фронт, где предполагалось его использование для прорыва сильно укреплённой линии немецкой обороны на рубеже Струмень — Живец — Яблунков — Липтовски Микулаш. Однако планы командования изменились. Корпусу было предписано следовать в Силезию, где во второй половине марта 1945 года он в составе 4-й гвардейской танковой армии 1-го Украинского фронта принимал участие в Верхне-Силезской наступательной операции.
24 марта 1945 года гвардии лейтенант Н. Х. Хазипов под ураганным огнём противника первым ворвался в населённый пункт Владен, уничтожив в ходе боя 2 самоходные артиллерийские установки, 1 бронетранспортёр и до взвода вражеской пехоты.
25 марта 1945 года в бою за высоту 289,4 в трёх километрах севернее населённого пункта Хохкретшам сельской общины Браниц земельного округа Леобшютц (нем. Landkreis Leobschütz) административного округа Оппельн провинции Верхняя Силезия Германской империи, ныне село Вудка (пол. Wódka (województwo opolskie)) гимны Бранице Глубчицкого повята Опольского воеводства Республики Польша экипаж Хазипова уничтожил немецкий танк Т-6 «Тигр», 1 САУ и до роты немецкой пехоты. Когда танк был подбит, Назип Хазипов, будучи сам раненым, эвакуировал получивший ранения экипаж в безопасное место, после чего вернулся в повреждённый танк и ещё в течение четырёх часов продолжал вести бой, пока не погиб.
Первоначально был похоронен в населённом пункте Найдорф (нем. Neudorf (Zülz)) земельного округа Леобшютц, ныне село Нова-Весь-Прудницка (пол. Nowa Wieś Prudnicka) Прудницкого повята Опольского воеводства Республики Польша. Позднее был перезахоронен на воинском кладбище в городе Кендзежин-Козле Кендзежинско-Козельского повята Опольского воеводства Республики Польша.
27 июня 1945 года указом Президиума Верховного Совета СССР гвардии лейтенанту Хазипову Назипу Хазиповичу было присвоено звание Героя Советского Союза посмертно.

## Награды
- Герой Советского Союза, 27 июня 1945 года, посмертно[1][2]
  - Медаль «Золотая Звезда»
  - Орден Ленина
- Орден Красной Звезды, 15 января 1944 года[3]

## Память
- В посёлке Ачит Свердловской области ежегодно проходит традиционный турнир по борьбе куреш памяти Героя Советского Союза Н. Х. Хазипова.
- В родной деревне Еманзельга одна из улиц названа именем Героя[4].

## Документы
- Общедоступный электронный банк документов «Подвиг Народа в Великой Отечественной войне 1941—1945 гг.» Дата обращения: 5 июня 2012. Архивировано из оригинала 13 марта 2012 года.

Представление к званию Героя Советского Союза. Дата обращения: 5 июня 2012. Архивировано 24 сентября 2012 года.
Указ Президиума Верховного Совета СССР о присвоении звания Героя Советского Союза. Дата обращения: 5 июня 2012. Архивировано 24 сентября 2012 года.
Комплект наградных документов на орден Красной Звезды. Дата обращения: 5 июня 2012. Архивировано 24 сентября 2012 года.
- Обобщённый банк данных «Мемориал». Дата обращения: 5 июня 2012. Архивировано из оригинала 10 мая 2012 года.

ЦАМО, ф. 33, оп. 11458, д. 759.
ЦАМО, ф. 58, оп. 18004, д. 484.
ЦАМО, ф. 58, оп. 977520, д. 346.